# Poa darwiniana
Poa darwiniana là một loài cỏ trong họ hòa thảo, thuộc chi poa.